# HD19400
HD19400 — хімічно пекулярна зоря спектрального класу B8, що має видиму зоряну величину в смузі V приблизно  5,5.
Вона  розташована на відстані близько 525,2 світлових років від Сонця.

## Пекулярний хімічний вміст
HD19400 належить до Хімічно пекулярних зір з пониженим вмістом гелію 
й в її  зоряній атмосфері спостерігається нестача He у порівнянні з його вмістом в атмосфері Сонця.

## Магнітне поле
Спектр даної зорі вказує на наявність магнітного поля у її зоряній атмосфері.
Напруженість повздовжної компоненти поля оціненої з аналізу
крил ліній Бальмера
становить  206,7± 156,9 Гаус.